# إيدي يوسف
إيدي يوسف هو لاعب جمباز فني سويسري، ولد في 2 أكتوبر 1994 في فافيكون في سويسرا.

## وصلات خارجية
- إيدي يوسف على موقع الاتحاد الدولي للجمباز (licence) (الإنجليزية)
- إيدي يوسف على موقع الاتحاد الدولي للجمباز (biography) (الإنجليزية)
- إيدي يوسف على موقع اللجنة الأولمبية الدولية (الإنجليزية)
- إيدي يوسف على موقع أوليمبيديا (الإنجليزية)